# Koninklijke KPN
KPN (Koninklijke KPN N.V., wcześniej Koninklijke PTT Nederland) – holenderski operator telekomunikacyjny telefonii stacjonarnej i mobilnej.
Przedsiębiorstwo ma siedzibę w Rotterdamie.